# Византийски роман
Византийският роман е подражателна форма на античния роман от периода XII – XV век. 
Възниква във Византия в подражание на романтизма на рицарския роман. Написан в т.нар. политически размер (петнадесетостишие) на жив народен език. Типичен образец на византийския роман е поемата „Дигенис Акрит“.